# Sergej Bondartjuk
Sergej Fjodorovitj Bondartjuk (russisk: Серге́й Фёдорович Бондарчу́к) (født 25. september 1920 i Bilozerka i Den ukrainske folkerepublik, død 20. oktober 1994 i Moskva i Rusland) var en sovjetisk og russisk filminstruktør, skuespiller og manuskriptforfatter. Bondartjuk var en af de ledende personer indenfor sovjetisk film i 1950'erne, 1960'erne og 1970'erne. Han er kendt for sine historiske storfilm, herunder de internationalt anerkendte Krig og Fred i fire dele (1967) og filmen Waterloo (1970) med bl.a. Rod Steiger og Christopher Plummer i hovedrollerne.
Bondartjuks arbejde ledte til international anerkendelse. Hans filmatisering af Tolstojs Krig og fred, hvor Bondartjuk også spillede en af hovedrollerne, indbragte han en Oscar for bedste fremmedsprogede film og en Golden Globe Award også for Bedste fremmedsprogede film. Han modtog tillige en række priser i Sovjetunionen, herunder Folkets Kunstner i USSR og Det Socialistiske Arbejdes Helt.
Han er far til filminstruktørerne og skuespillerene Fjodor Bondartjuk og Natalja Bondartjuk.

## Opvækst
Bondartjuk blev født i landsbyen Bilozerka (i dag i Kherson rajon, Kherson oblast i Ukraine) den 25. september 1920 i en bondefamilie. Bedstefaderen på faderens side var etnisk bulgarer og bestemoderen etnisk serber. Da Bondartjuk blev født, gjorde faderen tjeneste i Den Røde Hær. Sergej Bondartjuk voksede op i byerne Jejsk and Taganrog. Hans første optræden som skuespiller fandt sted i Taganrog Teatret i 1937. Han studerede ved teaterskolen i Rostov ved Don fra 1938 til 1942. Efter afslutning af studierne blev han indskrevet i Den røde Hær, hvor han blev indsat i krigen mod Nazi-Tyskland. Han modtog medaljer for sin krigsdeltagelse og blev hjemsendt fra hæren i 1946. 

## Filmkarriere
Bondartjuk fik filmdebut som skuespiller i 1948 i filmen Den unge garde instrueret af Sergej Gerasimov. Han modtog i 1952 Stalinprisen for sin hovedrolle i filmen Taras Sjevtjenko og i en alder af 32 år modtog han som den ind til da yngste skuespiller i Sovjetunionen hæderen Folkets kunstner i USSR. Han spillede i 1956 sammen med sin kommende hustru Irina Skobtseva hovedrollen i den sovjetiske filmatisering af Shakespeares Othello. Han fik debut som instruktør i 1959 med filmen En mands skæbne, der opnåede international anerkendelse.
Bondartjuk opnåede international berømmelse for sin filmatisering af Lev Tolstojs roman Krig og fred. Bondartjuks film, Krig og fred, tog over seks år at færdiggøre og blev udgivet i fire dele med en samlet længde på over syv timer og var den indtil da dyreste film nogensinde. Bondartjuk, der tillige spillede en af filmens hovedroller, modtog en Oscar for bedste fremmedsprogede film i 1969 for sit værk. Samme år spillede han sammen med Yul Brynner og Orson Welles en af de ledende roller i den Jugoslaviske episke film Slaget om Neretva. Han instruerede sin første engelsksprogede film i 1970 med storfilmen Waterloo, der var produceret af den italienske filmproducent Dino De Laurentiis. Filmen blev en kritikersucces i Europa, men solgte dårligt. 
Af hensyn til sin karriere i Sovjetunionen meldte han sig i 1970 ind i Sovjetunionens kommunistparti. Han blev året efter udpeget til direktør for det halv-statslige Filmfolkenes fagforening, men fortsatte sit virke som instruktør, nu med en politisk vinkel mere i overensstemmelse med regimets officielle politik, herunder med filmen Oni srazjalis za Rodinu (da.: De kæmpede for Moderlandet), der deltog i konkurrencen ved Filmfestivalen i Cannes i 1975.. Han instruerede tillige storfilmen i to dele Røde klokker, der var en sovjetisk-italiensk-mexicansk co-produktion. Filmen var baseret på den amerikanske journalist John Reeds liv og dennes dækning af den mexicanske revolution. Filmen blev udsendt i USSR som Krasnye kolokola og i den spansktalende del af verden som Campanas rojas. Bondartjuks film Boris Godunov fra 1986 blev vist på Filmfestivalen i Cannes samme år. Han stoppede som formand for Filmfolkenes fagforening i 1986.
Bondartjuks sidste spillefilm var en engelsksproget episk filmatisering for tv af Mikhail Sjolokhovs Stille flyder Don med Rupert Everett i hovedrollen. Filmen blev indspillet i 1992–1993, men fik først premiere på russisk kanal 1 i november 2006 som følge af uenigheder over rettighedersspørgmål og kontraktforhold.
Bondartjuk modtog i 1995 posthumt en ærespris ved Moskva Internationale Filmfestival for sit arbejde for sovjetisk og russisk film.

## Privatliv
Han blev gift med skuespillerinden Inna Makarova, som han fik datteren Natalja Bondartjuk med i 1950. Natalja Bondartjuk blev ligeledes skuespiller og filminstruktør. Han blev gift for anden gang i 1959 med Irina Skobtseva, som han fik to børn med, skuespillerinden Jelena Bondartjuk (1962–2009) og sønnen Fjodor (født 1967), der ligeledes blev skuespiller og instruktør, og bl.a. medvirkede med faderen i Boris Godunov og opnåede succes med filmen The Ninth Legion (2005).

## Filmografi
| År        | Titel                                                    | Rolle                         | Noter                                                  |  |
| --------- | -------------------------------------------------------- | ----------------------------- | ------------------------------------------------------ |  |
| 1948      | Den unge garde                                           | Kammarat Valko                |                                                        |  |
| 1948      | Povest o nastojasjtjem tjeloveke                         | Gvozdev                       | Ukrediteret                                            |  |
| 1949      | Mitjurin                                                 | Uralets                       | Ukrediteret                                            |  |
| 1949      | Put slavy da.: Ærens vej                                 | Sekretær Gorkoma              | Ukrediteret                                            |  |
| 1951      | Kaveler zolotoj zvezdy da.: Ridder af den gyldne stjerne | Sergej Tutarinov              |                                                        |  |
| 1951      | Taras Sjevtjenko                                         | Taras Shevchenko              |                                                        |  |
| 1953      | Admiral Usjakov                                          | Tikhon Aleksejevitj Prokofiev |                                                        |  |
| 1953      | Skibene stormer bastionerne                              | Tikhon Aleksejevitj Prokofiev |                                                        |  |
| 1954      | Ob etom zabyvat nelzja da.: Om det, der ikke kan glemmes | forfatteren Harmasj           |                                                        |  |
| 1955      | Cikaden                                                  | Dr. Osip Stepanovitj Dymov    |                                                        |  |
| 1955      | Neokontjennaja povest da.: En uafsluttet historie        | Juri Sergejevitj Jersjov      |                                                        |  |
| 1956      | Othello                                                  | Othello                       |                                                        |  |
| 1956      | Ivan Franko                                              | Ivan Franko                   |                                                        |  |
| 1957      | Dvoe iz odnogo kvartala                                  |                               |                                                        |  |
| 1958      | Sjli soldaty… da.: Soldaterne gik                        | Matvej Krylov                 |                                                        |  |
| 1959      | En mands skæbne                                          | Andrej Sokolov                | Grand Prix ved 1. Internationale Filmfestival i Moskva |  |
| 1960      | Era notte a Roma da.: Det var nat i Rom                  | Fjodor Aleksandrovic Nazukov  | Italiensk-fransk co-produktion                         |  |
| 1960      | Det lille menneske                                       | Sergej Korosteljov            |                                                        |  |
| 1965–1967 | Krig og fred                                             | Pierre Bezukhov               | Grand Prix ved 4. International Filmfestival i Moskva  |  |
| 1969      | Slaget om Neretva                                        | Martin                        |                                                        |  |
| 1970      | Djadja Vanja da.: Onkel Vanja                            | Dr. Mikhail Lvovitj Astrov    |                                                        |  |
| 1970      | Waterloo                                                 |                               |                                                        |  |
| 1973      | Moltjanije doktora Ivensa da.: Doktor Ivens tavshed      | Martin Ivens                  |                                                        |  |
| 1974      | Takie vysokie gory da.: Sikke nogle høje bjerge          | Ivan Stepanov                 |                                                        |  |
| 1974      | Vybor tseli da.: Vælg mål                                | Igor Kurtjatov                |                                                        |  |
| 1975      | Oni srazjalis za Rodinu da.: De kæmpede for Moderlandet  | Ivan Zvjagintsev              |                                                        |  |
| 1976      | Vrhovi Zelengore                                         | Professor                     |                                                        |  |
| 1977      | Step da.: Steppen                                        | Emeljan                       |                                                        |  |
| 1978      | Barkhatnyy sezon da.: Fløjlssæsonen                      | Mr. Bradbury                  |                                                        |  |
| 1979      | Otets Sergij da.: Pater Sergius                          | Pater Sergius                 |                                                        |  |
| 1980      | Ovod                                                     | Kardinal Montanelli           | Tv-film                                                |  |
| 1985      | Detstvo Bembi da.: Bambis barndom                        | Fortæller                     | Instrueret af datteren Natalja Bondartjuk              |  |
| 1986      | Boris Godunov                                            | Boris Godunov                 |                                                        |  |
| 1988      | Slutjaj v aeroportu da.: Hændelse i lufthavnen           | Generalmajor Tokarenko        |                                                        |  |
| 1990      | Bitva trjokh korolej da.: Tre kongers kamp               | Selim                         |                                                        |  |
| 1992      | Groza nad Rysju da.: Storm over Rus'                     | bojar Morozov                 |                                                        |  |

| År        | Titel                                                   | Rolle           | Noter            |
| --------- | ------------------------------------------------------- | --------------- | ---------------- |
| 1959      | En mands skæbne                                         | Andrei Sokolov  |                  |
| 1966–1967 | Krig og fred                                            | Pierre Bezukhov | Film i fire dele |
| 1970      | Waterloo                                                |                 |                  |
| 1975      | Oni srazjalis za Rodinu da.: De kæmpede for Moderlandet | Zvyagintsev     |                  |
| 1977      | Step da.: Steppen                                       | Yemelian        |                  |
| 1982      | Røde klokker                                            |                 |                  |
| 1983      | Røde klokker II                                         |                 |                  |
| 1986      | Boris Godunov                                           | Boris Godunov   |                  |
| 1993-2006 | Stille flyder Don                                       |                 | Tv-serie         |

Manuskriptforfatter
- Slaget om Sutjeska (1973) (Jugoslavisk film)